# Falkowa
Falkowa ist ein Dorf der Gemeinde Ciężkowice im Powiat Tarnowski der Woiwodschaft Kleinpolen in Polen.

## Geschichte
Der Ort wurde im Jahr 1370 als Falkowa (ein Transsumpt aus 1498) erstmals urkundlich erwähnt. Der besitzanzeigende Name ist vom Personennamen Falek (eine Kurzform von Falisław bzw. Chwalisław) abgeleitet. Im Jahr 1416 war ein gewisser Michał der Schulz von Falkowka, danach im Jahr 1447 Wacław und 1458 möglicherweise Klosch.
Politisch und administrativ gehörte das private Dorf zum Königreich Polen (ab 1569 Adelsrepublik Polen-Litauen), Woiwodschaft Krakau, Kreis Czchów (1461), Kreis Sącz (1494), Kreis Biecz (1581). Im 16. Jahrhundert gehörte es dem Wacław Przypkowski, einem Aktivist der Polnischen Brüder.
Bei der Ersten Teilung Polens kam Falkowa 1772 zum neuen Königreich Galizien und Lodomerien des habsburgischen Kaiserreichs (ab 1804).
1918, nach dem Ende des Ersten Weltkriegs und dem Zusammenbruch der k.u.k. Monarchie, kam Falkowa zu Polen. Unterbrochen wurde dies nur durch die Besetzung Polens durch die Wehrmacht im Zweiten Weltkrieg.
Von 1975 bis 1998 gehörte Falkowa zur Woiwodschaft Tarnów.